# Кубок обладателей кубков УЕФА
Ку́бок облада́телей ку́бков (англ. UEFA Cup Winners' Cup) — европейский футбольный кубковый турнир, в котором участвовали победители национальных кубковых турниров стран-участниц УЕФА. Первый розыгрыш прошёл в сезоне 1960/61, последний — 1998/99. Соревнование было упразднено, а клубы-победители национальных кубков получили право участвовать в Лиге Европы УЕФА, ставшей после этого упразднения вторым по значимости европейским клубным футбольным турниром.
С 1972 года победитель турнира получил право играть с победителем Кубка чемпионов УЕФА за Суперкубок УЕФА. После отмены соревнования в 1999 году Суперкубок разыгрывается между победителем Лиги чемпионов и Лиги Европы.
До 1994 года соревнование было известно как «Кубок обладателей кубков Европы» (англ. European Cup Winners Cup), с сезона 1994/95 УЕФА изменила название на «Кубок обладателей кубков УЕФА».
Первым обладателем трофея стала «Фиорентина» в 1961 году, последним — «Лацио» в 1999 году.

## Формат
Всю 39-летнюю историю Кубок разыгрывался по олимпийской системе из 2 матчей (дома и в гостях) вплоть до финала. Финал проходил на нейтральном поле, единственные исключения были в первом розыгрыше: тогда финал состоял из двух матчей. Во втором розыгрыше (1961/62) победитель тоже был определён по итогам двух матчей из-за того, что первый матч был завершён вничью, а по регламенту тогда требовалось проводить ещё одну встречу.
Формат турнира был идентичен классическому Кубку европейских чемпионов с 32 командами, оспаривающими 4 раунда до финала. Кубок обычно длился с сентября по май. В более поздних розыгрышах был добавлен предварительный отборочный раунд, который проходил в августе, чтобы сохранить число клубов-участников в финальной стадии до 32. Это стало необходимостью из-за притока новых стран-участниц в УЕФА в 1990-х годах.
Регламент предписывал участие в турнире одному клубу от каждой национальной футбольной ассоциации УЕФА, единственное исключение было сделано клубу, выигравшему Кубок, участвовать в следующем сезоне наравне с нынешним победителем национального кубка и «защищать» его. Однако ни одному клубу не удавалось сделать это. Однако, если команда-обладатель Кубка вышла в Лигу чемпионов, тогда никто другой не может занять их место в турнире.
В случаях, когда клуб выиграл и чемпионат страны, и кубок, тогда он выходил в Кубок чемпионов (Лигу чемпионов), а место в Кубке обладателей кубков занимал финалист национального кубка. В сезоне 1998/99, заключительном, нидерландский клуб «Херенвен» вошёл в Кубок, несмотря на то, что в национальном кубке дошёл лишь до полуфинала. Это произошло из-за того, что «Аякс» и ПСВ уже получили место в Лиге чемпионов («Аякс» как чемпион страны, а ПСВ из-за того, что недавно расширенная Лига чемпионов изменила регламент). «Херенвен» одержал победу над «Твенте» (другим полуфиналистом) в специально организованном матче за 3-е место и стал единственным клубом, участвовавшим в Кубке обладателей кубков, который в национальном кубке, дающем ему право попасть в этот турнир, даже не играл в финале.
Победителям соревнований Кубка лиги, проводимых в некоторых странах, никогда не разрешали участвовать в Кубке обладателей кубков. Вместо этого победителям этих соревнований иногда разрешали играть в Кубке УЕФА.
Переходящий трофей Кубка вручался команде-победительнице на один год, команда должна была возвратить трофей за месяц до следующего финального поединка. Взамен победитель Кубка навсегда получал уменьшенную копию. Кубок становился собственностью команды в том случае, если клуб завоюет его три раза подряд или в общей сложности пять раз. Ни первого, ни второго за всю историю Кубка не случилось. После окончания розыгрыша трофея в 1999 году кубок, несмотря на протесты выигравшего последнее соревнование римского «Лацио», навечно отдан испанской «Барселоне» как клубу, добившемуся больше всего побед в Кубке.
Футболистам команды-победительницы вручалось 20 золотых медалей, финалистам — 20 серебряных.

## История
Также как и с созданным пятью годами ранее Кубком чемпионов, идея создания Кубка обладателей кубков пришла от видных европейских журналистов. Кубок чемпионов был очень престижен, Кубок ярмарок тоже оказался популярным — в результате, казалось бы, все идеи были реализованы. Но одно предложение всё же возникло: сделать турнир, по схеме напоминающий Кубок чемпионов, но с участниками — клубами-победителями национальных кубков.
Первый Кубок был разыгран в сезоне 1960/61 и был полуофициальным экспериментальным турниром. Однако начальная реакция на создание соревнования была не очень восторженной со стороны многих лучших клубов Европы: у многих европейских ассоциаций не было национальных кубков в то время, а в тех странах, в которых он существовал, уважение к нему было ниже, чем к национальному чемпионату. Только в таких странах, как Англия, Шотландия и, в меньшей степени, Германия и Испания, выиграть кубок считалось очень престижным. Многие скептически относились к жизнеспособности Кубка, и многие из крупных клубов, имеющих право участвовать в Кубке, такие как «Атлетико Мадрид» и «Монако» не включили себя в заявку.
В конечном итоге в первом розыгрыше участвовало всего 10 клубов, хотя посещаемость на играх была хорошей. Впоследствии интерес общественности и СМИ сменился с «холодного» на положительный и даже восторженный. Во втором розыгрыше в сезоне 1961/62 УЕФА приняла заявки всех команд-участниц, имеющих право играть в Кубке. К 1968 году все страны-участницы УЕФА проводили соревнование на национальный кубок из-за успеха этого соревнования, которое к тому времени утвердилось как второй самый престижный турнир для европейских футбольных клубов.
Кубок обладателей кубков был ключевым компонентом европейского футбольного календаря в течение 1970-х и 1980-х. Кубок был расценён УЕФА как второй по значимости в европейском футболе, даже при том, что турнир выглядел более слабым, чем Кубок чемпионов и даже Кубок УЕФА с точки зрения общего качества принимавших в нём участие команд, так как кубок в странах нередко выигрывают не самые сильные команды (в том числе не из высших национальных лиг).

### Снижение популярности
После учреждения Лиги чемпионов УЕФА (взамен ушедшего Кубка европейских чемпионов) в начале 1990-х престиж Кубка обладателей кубков начал снижаться. С расширением Лиги чемпионов в 1997 году, которое позволило принимать участие в соревновании не только команде-чемпиону, но и призёрам чемпионатов (это зависело от положения национальных футбольных ассоциаций стран-участниц УЕФА), Кубок кубков начал выглядеть заметно слабее по составу играющих команд. Во время расширения Лиги чемпионов УЕФА также рассматривал и расширение Кубка кубков с 32 команд до 64, что позволило бы участвовать не только победителям кубков, но и финалистам. В конечном итоге УЕФА от этой идеи отказался и регламент Кубка кубков остался неизменным. Многие из команд, которые ранее могли сыграть только в Кубке кубков, получили право играть в Лиге чемпионов, финишируя вторыми в национальном чемпионате. Например, «Барселона» в сезоне 1997/98, мюнхенская «Бавария» и ПСВ в сезоне 1998/99. Это в конечном итоге сильно ослабило соревнование. Интерес к турниру понизился, поэтому после завершения сезона 1998/99 УЕФА принял решение соревнование упразднить. С тех пор победители национальных кубков, если они не квалифицировались в Лигу чемпионов, получили право играть в Кубке УЕФА, а позже и Лиге Европы УЕФА.

## Рекорды турнира

### Клубы-обладатели
- «Тоттенхэм Хотспур» стал первым английским клубом, выигравшим европейский трофей (1963 год). Он же установил крупнейший счёт в финальном матче с одним финалом, победив со счётом 5:1 испанскую команду «Атлетико Мадрид».
- Дортмундская «Боруссия» стала первым западногерманским клубом обладателем Кубка, выиграв в сезоне 1965/66 со счётом 2:1 у «Ливерпуля». Первым восточногерманским клубом, выигравшим кубок, стал «Магдебург» в сезоне 1973/74.
- Итальянский «Милан» стал первым клубом, который смог на следующий сезон после выигрыша Кубка обладателей кубков (в сезоне 1967/68) выиграть Кубок чемпионов (1968/69). Вторым таким клубом стал «Ювентус», завоевав Кубок в сезоне 1983/84.
- Бельгийский «Андерлехт» три раза подряд играл в финалах Кубка, выиграв в сезонах 1975/76 и 1977/78, но проиграв в финале 1976/77 немецкому «Гамбургу».
- В 1979 году «Барселона» завоевала свой первый Кубок, обыграв «Фортуну» из Дюссельдорфа со счётом 4:3. Всего же «Барселона» выиграла четыре Кубка, что в итоге стало рекордом для европейского футбола. Второй кубок «Барселона» выиграла в 1982 году, обыграв льежский «Стандард» на «Камп Ноу» и став тем самым первой командой, которой удалось выиграть Кубок на своём собственном стадионе.
- Шотландский «Абердин», обыграв мадридский «Реал» в 1983 году, стал единственной шотландской командой, которой в одном сезоне покорились два европейских клубных турнира — Кубок обладателей кубков и Суперкубок УЕФА. В борьбе за Суперкубок УЕФА был обыгран немецкий «Гамбург».
- Английский «Эвертон» в 1985 году завоевал Кубок, победив венский «Рапид», и выиграл чемпионат Англии, но через три дня после победы проиграл в финале Кубка Англии «Манчестер Юнайтед» и не сумел оформить требл.
- В 1988 году бельгийский «Мехелен» выиграл Кубок, в первый раз участвуя в европейском турнире. Период завоевания трофея стал самым знаковым для команды, которая ещё несколько лет назад была не в элите бельгийского футбола.
- После трагедии на «Эйзеле» всем английским клубам было запрещено участвовать в европейских турнирах УЕФА сроком на пять лет. И только в 1991 году, после истечения срока дисквалификации, «Манчестер Юнайтед» выиграл Кубок в 1991 году, став первой подобной английской командой. В финале «Манчестер» обыграл «Барселону», которая через год выиграла Лигу чемпионов.
- В течение сезона 1994/95 у Англии было два представителя на турнире, ни один из которых не был победителем Кубка Англии прошлого сезона. Первым участником стал «Арсенал», обладатель Кубка прошлого сезона, который «защищал титул», а вторым участником стал «Челси», который стал финалистом Кубка Англии, уступив «Манчестер Юнайтед». Обе команды на пути к финалу были обыграны клубом «Реал Сарагоса», будущим победителем турнира.
- Последним обладателем Кубка стал римский «Лацио» с главным тренером Свеном-Ёраном Эрикссоном в 1999 году.
- Команды из СССР трижды выигрывали Кубок обладателей кубков УЕФА: киевское «Динамо» выигрывало в финалах 1975 и 1986 годов, тбилисское «Динамо» победило в 1981 году. Московское «Динамо» дошло до финала 1972 года, но уступило шотландскому «Рейнджерс».

### Стадионы
- Больше всего финальных матчей принимал роттердамский стадион «Де Кюйп» — рекордные шесть раз. По четыре раза финалы принимали бельгийский «Эйзель» и базельский «Санкт-Якоб Парк». На «Камп Ноу» в 1982 году «Барселона» выиграла Кубок.

### Персональные рекорды
- Бобби Мур, капитан «Вест Хэм Юнайтед» и сборной Англии, с 1964 по 1966 год выигрывал на «Уэмбли» три различных трофея: Кубок Англии в 1964 году, Кубок обладателей кубков в 1965 году и Кубок мира в 1966 году.
- Йохан Кройф после выигрыша «Барселоной» третьего Кубка в 1989 году стал первым из двух тренеров, которые выигрывали Кубок с двумя разными клубами. Двумя годами ранее он привёл к победе амстердамский «Аякс».
- Тренер «Манчестер Юнайтед» Алекс Фергюссон стал вторым тренером, который выигрывал Кубок с двумя разными командами (первый он выиграл будучи главным тренером шотландского «Абердина» в 1983 году, второй — с «Манчестер Юнайтед» в 1991 году).

### Иные рекорды
- 7 раз победитель Кубка определялся в финале в дополнительное время и только один раз в серии пенальти — в 1980 году «Валенсия» обыграла лондонский «Арсенал» со счётом 5:4, причём этот матч стал единственным в истории Кубка финалом, где не было забито ни одного мяча с игры.
- Ни один клуб не выигрывал Кубок два раза подряд, хотя в финал второй раз подряд проходили «Фиорентина», «Атлетико Мадрид», «Милан», «Андерлехт», «Аякс», «Парма», «Арсенал» и «Пари Сен-Жермен». «Арсенал» в сезоне 1994/1995 проиграл клубу «Реал» из Сарагосы в дополнительное время, пропустив гол с 37 метров от испанца Найима на последней минуте добавленного времени.
- Из 24 розыгрышей Суперкубка УЕФА с 1973[1] по 1999 год, который разыгрывали победители Кубка чемпионов (Лиги чемпионов) и Кубка обладателей кубков, 12 побед зафиксировано у победителей Кубка чемпионов (Лиги чемпионов), а 12 — у победителей Кубка обладателей кубков.

## Победители

### По клубам
| Команда               | Победы | Финалы | Годы побед             | Годы финалов |
| --------------------- | ------ | ------ | ---------------------- | ------------ |
| «Барселона»           | 4      | 2      | 1979, 1982, 1989, 1997 | 1969, 1991   |
| «Андерлехт»           | 2      | 2      | 1976, 1978             | 1977, 1990   |
| «Милан»               | 2      | 1      | 1968, 1973             | 1974         |
| «Челси»               | 2      | 0      | 1971, 1998             |              |
| «Динамо (Киев)»       | 2      | 0      | 1975, 1986             |              |
| «Атлетико Мадрид»     | 1      | 2      | 1962                   | 1963, 1986   |
| «Рейнджерс»           | 1      | 2      | 1972                   | 1961, 1967   |
| «Арсенал»             | 1      | 2      | 1994                   | 1980, 1995   |
| «Фиорентина»          | 1      | 1      | 1961                   | 1962         |
| «Вест Хэм Юнайтед»    | 1      | 1      | 1965                   | 1976         |
| «Гамбург»             | 1      | 1      | 1977                   | 1968         |
| «Аякс»                | 1      | 1      | 1987                   | 1988         |
| «Сампдория»           | 1      | 1      | 1990                   | 1989         |
| «Парма»               | 1      | 1      | 1993                   | 1994         |
| «Пари Сен-Жермен»     | 1      | 1      | 1996                   | 1997         |
| «Тоттенхэм Хотспур»   | 1      | 0      | 1963                   |              |
| «Спортинг»            | 1      | 0      | 1964                   |              |
| «Боруссия (Дортмунд)» | 1      | 0      | 1966                   |              |
| «Бавария (Мюнхен)»    | 1      | 0      | 1967                   |              |
| «Слован (Братислава)» | 1      | 0      | 1969                   |              |
| «Манчестер Сити»      | 1      | 0      | 1970                   |              |
| «Магдебург»           | 1      | 0      | 1974                   |              |
| «Валенсия»            | 1      | 0      | 1980                   |              |
| «Динамо (Тбилиси)»    | 1      | 0      | 1981                   |              |
| «Абердин»             | 1      | 0      | 1983                   |              |
| «Ювентус»             | 1      | 0      | 1984                   |              |
| «Эвертон»             | 1      | 0      | 1985                   |              |
| «Мехелен»             | 1      | 0      | 1988                   |              |
| «Манчестер Юнайтед»   | 1      | 0      | 1991                   |              |
| «Вердер»              | 1      | 0      | 1992                   |              |
| «Реал Сарагоса»       | 1      | 0      | 1995                   |              |
| «Лацио»               | 1      | 0      | 1999                   |              |
| «Реал Мадрид»         | 0      | 2      |                        | 1971, 1983   |
| «Рапид (Вена)»        | 0      | 2      |                        | 1985, 1996   |
| МТК                   | 0      | 1      |                        | 1964         |
| «Мюнхен 1860»         | 0      | 1      |                        | 1965         |
| «Ливерпуль»           | 0      | 1      |                        | 1966         |
| «Гурник»              | 0      | 1      |                        | 1970         |
| «Динамо (Москва)»     | 0      | 1      |                        | 1972         |
| «Лидс Юнайтед»        | 0      | 1      |                        | 1973         |
| «Ференцварош»         | 0      | 1      |                        | 1975         |
| «Аустрия (Вена)»      | 0      | 1      |                        | 1978         |
| «Фортуна»             | 0      | 1      |                        | 1979         |
| «Карл Цейсс»          | 0      | 1      |                        | 1981         |
| «Стандард (Льеж)»     | 0      | 1      |                        | 1982         |
| «Порту»               | 0      | 1      |                        | 1984         |
| «Локомотив (Лейпциг)» | 0      | 1      |                        | 1987         |
| «Монако»              | 0      | 1      |                        | 1992         |
| «Антверпен»           | 0      | 1      |                        | 1993         |
| «Штутгарт»            | 0      | 1      |                        | 1998         |
| «Мальорка»            | 0      | 1      |                        | 1999         |

### По странам
| Страна       | Победы | Финалы |
| ------------ | ------ | ------ |
| Англия       | 8      | 5      |
| Испания      | 7      | 7      |
| Италия       | 7      | 4      |
| Германия     | 5      | 5      |
| Бельгия      | 3      | 4      |
| СССР         | 3      | 1      |
| Шотландия    | 2      | 2      |
| ГДР          | 1      | 2      |
| Франция      | 1      | 2      |
| Нидерланды   | 1      | 1      |
| Португалия   | 1      | 1      |
| Чехословакия | 1      | 0      |
| Австрия      | 0      | 3      |
| Венгрия      | 0      | 2      |
| Польша       | 0      | 1      |

### Статистика
Больше всего раз Кубок выигрывали английские команды — 8 раз. По 7 раз выигрывали клубы из Испании и Италии, пять раз обладателями трофея становились немецкие клубы. Бельгийские и советские клубы выигрывали по три раза, шотландские — два. По одному разу становились победителями клубы из Нидерландов, Португалии, Франции и Чехословакии.
Самое большое количество побед в турнире: «Барселона» — 4 (1978/79, 1981/82, 1988/89, 1996/97) 

Самое большое количество участий в финале: «Барселона» — 6 (1968/69, 1978/79, 1981/82, 1988/89, 1990/91, 1996/97) 

Самое большое количество участий в финале подряд: «Андерлехт» — 3 (1975/76, 1976/77, 1977/78) 

Самый большой счёт в финале: 1962/63, «Тоттенхэм Хотспур» 5:1 «Атлетико Мадрид» 

Самое большое количество голов в финале: 1978/79, «Барселона» 4:3 «Фортуна» (Дюссельдорф) 

Самое большое количество голов в игре: 1963/64, «Спортинг» 16:1 «АПОЭЛ»